# Dywizja Kawalerii „Zaza”

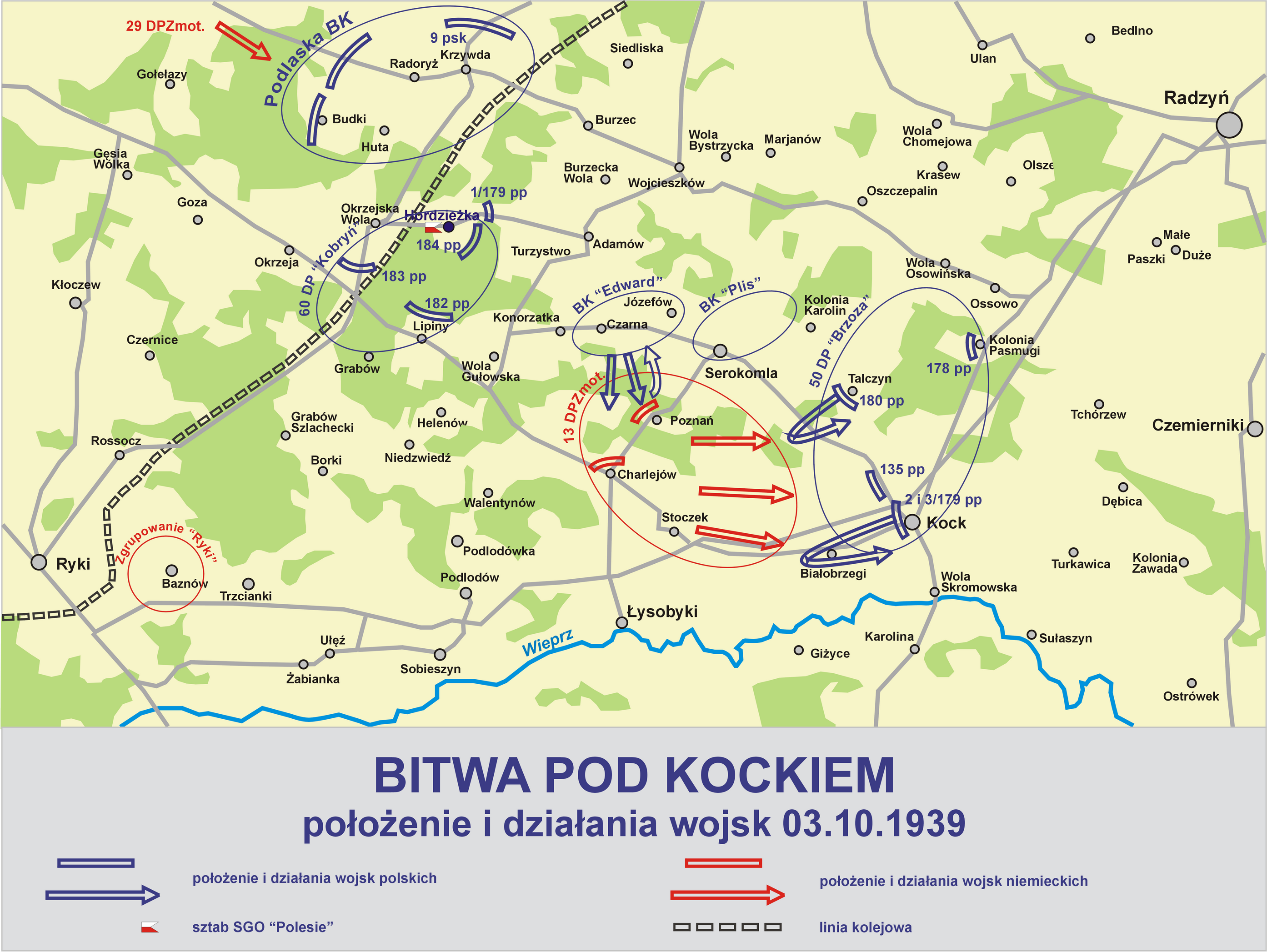

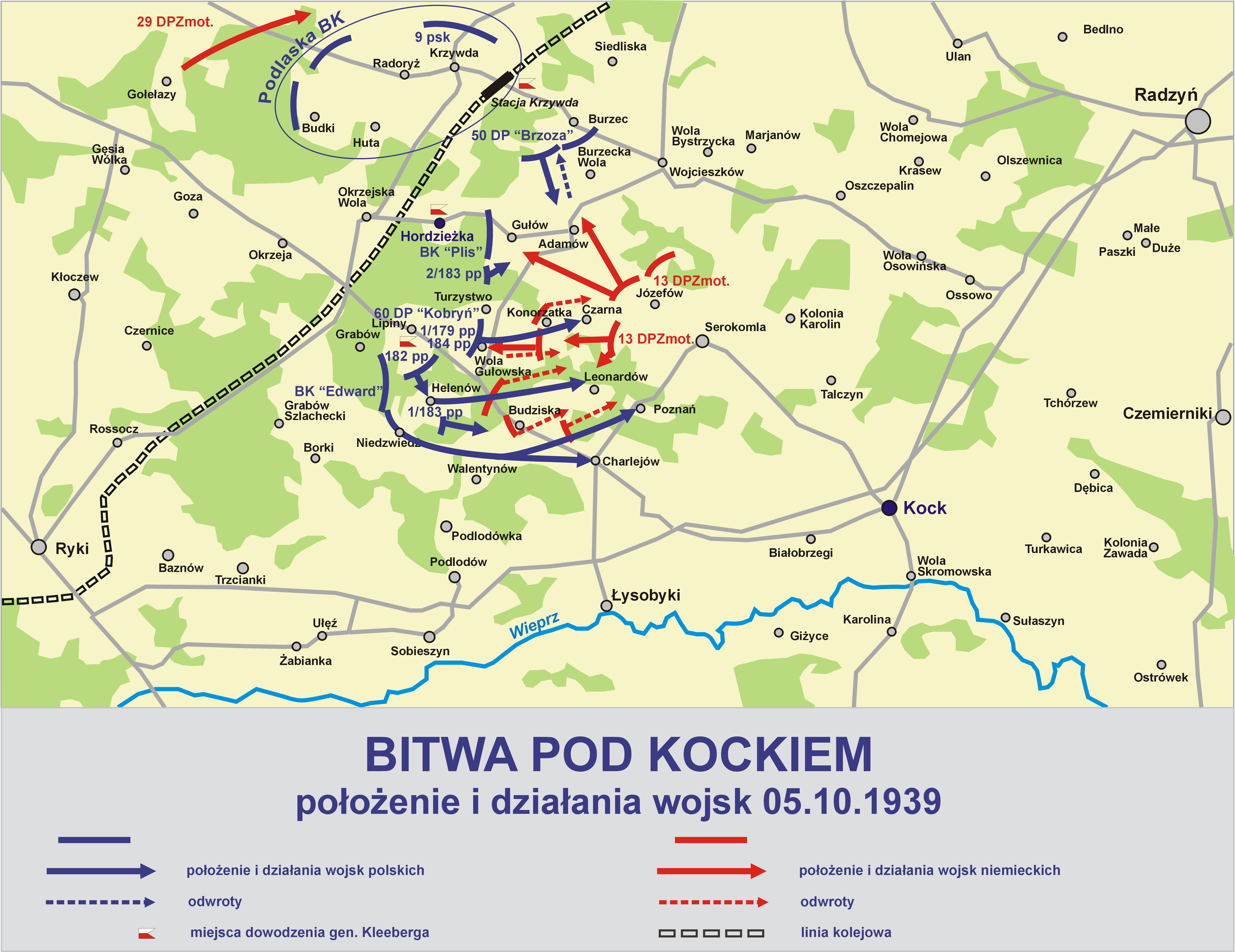

Dywizja Kawalerii „Zaza” – wielka jednostka kawalerii Wojska Polskiego improwizowana w toku kampanii wrześniowej 1939.
Dywizja Kawalerii „Zaza” została sformowana 18 września 1939 roku przez gen. bryg. Zygmunta Podhorskiego ps. „Zaza” w okolicach Białowieży w Puszczy Białowieskiej z oddziałów Podlaskiej i Suwalskiej Brygady Kawalerii, którym udało się przebić z okrążenia z okolic Zambrowa i Ostrowi Mazowieckiej.

## Działania bojowe
Zgodnie z decyzją gen. Podhorskiego brygady kawaleryjskie miały maszerować na południe, aby połączyć się z wojskami walczącymi na terenie województwa lubelskiego. Dywizja maszerowała po równych osiach w kierunku Czeremchy. Po kilku utarczkach z Niemcami kawaleria weszła w lasy nadleśnictwa Nurzec. 24 września osiągnęła przeprawy na Bugu. Po całodziennych walkach odparte zostało natarcie czołgów niemieckich, a w nocy z 24 na 25 września Dywizja przeprawiła się przez Bug pod Mielnikiem.
25 września po południu maszerowała dalej na południe, omijając Białą Podlaską od zachodu. Po odpoczynku 26 września w rejonie miejscowości Sokole, Dywizja wywalczyła przeprawy na Wieprzu pod Kijanami, w Zawieprzycach i Spiczynie.
28 września przyszedł rozkaz podporządkowania Dywizji dowódcy SGO  „Polesie” gen. bryg. Franciszkowi Kleebergowi. W składzie SGO "Polesie" wzięła udział w dniach 2-5 października w ostatniej bitwie wojny obronnej 1939 pod Kockiem i Wolą Gułowską, gdzie skapitulowała wraz z resztą SGO.

## Organizacja
- Kwatera Główna
- Brygada Kawalerii „Plis”
- Brygada Kawalerii „Edward”
- batalion piechoty „Wilk” – mjr Adam Wilczyński
- batalion piechoty „Olek” – mjr Władysław Święcicki

## Obsada personalna
- dowódca dywizji - gen. bryg. Zygmunt Podhorski
- szef sztabu - mjr dypl. Edward Boniecki